# Самгин
Самгин (кор. 삼근왕, 삼걸왕, 임걸왕, 三斤王, 三乞王, 壬乞王, Samgeun-wang, Samgeol-wang, Imgeol-wang, Samgǔn-wang, Samgŏl-wang, Imgŏl-wang; 465-479) — корейський ван, двадцять третій правитель держави Пекче періоду Трьох держав.

## Походження
Був старшим сином Мунджу. Зійшов на трон в результаті перевороту під керівництвом військового міністра Хе Ку, агент якого вбив вана Мунджу й посадив на престол його сина. Втім фактичним керівником держави став саме Хе Ку.

## Правління
На час сходження на престол Самгину було лише тринадцять років. 478 року Хе Ку спробував об'єднатись із повстанцями на чолі з Єн Сіном. Самгин відрядив на захоплення фортеці, в якій базувались повстанці, Цзінь Нама на чолі 2-тисячної армії. Втім той похід завершився невдало. Після того проти повстанців вирушив Цзінь Жу, який переміг повстанців і змусив Єн Сіна тікати до Когурьо. Відтоді значний вплив у Пекче здобула родина Цзінь.
Наступного року Самгин помер. Престол по його смерті успадкував його двоюрідний брат, Тонсон.